# Igrapiúna
Igrapiúna is een gemeente in de Braziliaanse deelstaat Bahia. De gemeente telt 13.268 inwoners (schatting 2009).